# Port Alexander
Port Alexander és una població dels Estats Units a l'estat d'Alaska. Segons el cens del 2000 tenia 81 habitants.

## Demografia
Segons el cens del 2000, Port Alexander tenia 81 habitants, 34 habitatges, i 19 famílies La densitat de població era de 8,3 habitants/km².
Dels 34 habitatges en un 29,4% hi vivien nens de menys de 18 anys, en un 58,8% hi vivien parelles casades, en un 0% dones solteres, i en un 41,2% no eren unitats familiars. En el 38,2% dels habitatges hi vivien persones soles el 5,9% de les quals corresponia a persones de 65 anys o més que vivien soles. El nombre mitjà de persones vivint en cada habitatge era de 2,38 i el nombre mitjà de persones que vivien en cada família era de 3,3.
Per edats la població es repartia de la següent manera: un 30,9% tenia menys de 18 anys, un 3,7% entre 18 i 24, un 29,6% entre 25 i 44, un 33,3% de 45 a 60 i un 2,5% 65 anys o més.
L'edat mediana era de 38 anys. Per cada 100 dones hi havia 113,2 homes. Per cada 100 dones de 18 o més anys hi havia 115,4 homes.
La renda mediana per habitatge era de 31.563 $ i la renda mediana per família de 31.875 $. Els homes tenien una renda mediana de 51.250 $ mentre que les dones 41.250 $. La renda per capita de la població era de 14.767 $. Aproximadament el 25% de les famílies i el 22,9% de la població estaven per davall del llindar de pobresa.

## Poblacions més properes
El següent diagrama mostra les poblacions més properes.